# Iszak Eszter
Iszak Eszter (Dunaújváros, 1987. november 8. –) magyar modell, műsorvezető.

## Életpályája
Húszéves koráig Dunaújvárosban élt. 2013-ban diplomázott a Budapesti Kommunikációs és Üzleti Főiskola PR-marketing szakán.
Karrierjét modellként kezdte, miután beválogatták a Topmodell leszek című hazai reality show-ba. Bejárta a világot, és számos külföldi fotózáson vett részt – többek között Kínában, Japánban, Milánóban és Thaiföldön is dolgozott, és olyan minőségi lapokban szerepelt, mint a Harper’s Bazaar.
2010–2017 között a vezető hazai ifjúsági és zenecsatorna, a VIVA TV műsorvezetője, majd a csatorna megszűnése után az RTL Klubon vezet műsort.
2022-től a TV2 műsorvezetője, a Mokka és a Mokkacino műsorvezetője lesz.

## Műsorai
- Interaktív[6]
- VIVA Chart Show[7]
- VIVA Trend[8]
- Randikommandó[9]
- Menny’ a pokolba[10]
- Stáb a tanyán[11]
- Megálló
- Tükröm Tükröm[12][13]
- StílusKalauz (RTL Klub)
- Kedvencek Magazin (RTL Klub)[5]
- Zöld Gomb - Vertikál Kupa (TV2)
- Mokka (TV2) (2022-)
- Mokkacino (TV2) (2022-)

2011-ben szereplőként részt vett a TV2 Nagy Duett című műsorában, ahol SP (Éder Krisztián) partnere volt.
A VIVA Comet állandó műsorvezetője, többször jelölték a rangos Glamour Women of the Year legjobb műsorvezető díjára is.

## Filmes karrier
Kislánykori álmát valóra váltotta, amikor szerepet kapott a magyar vígjátékban, az Álom.net-ben.  
2012-ben egy újabb filmben csillogtathatta meg színészi képességeit, egy nemzetközi koprodukcióban készült krimi-thriller, a Slave című moziban.